# Spiraalschijfhorenslak
De spiraalschijfhorenslak (Anisus spirorbis) is een slakkensoort uit de familie Planorbidae. De wetenschappelijke naam van de soort is voor gepubliceerd in 1758 door Linnaeus in de tiende editie van Systema naturae.
Anisus:
leucostoma · 
septemgyratus · 
spirorbis · 
vortex · 
vorticulus

Gyraulus:
acronicus · 
albus · 
chinensis · 
crista · 
laevis · 
parvus · 
riparius · 
rossmaessleri

Planorbarius:
corneus · 
†peetersi · 
Planorbella:
anceps · 
duryi · 
trivolvis · 
Planorbis:
carinatus · 
planorbis

Overig:
Bathyomphalus contortus · Helisoma nigricans · Hippeutis complanatus · Menetus dilatata · Segmentina nitida